# Paul Scott
Paul Mark Scott (* 25. März 1920 in Southgate; † 1. März 1978 in London) war ein englischer Autor. 
Er machte zunächst eine Buchhalterlehre und diente dann als Nachrichtenoffizier der britischen Luftwaffe in Indien. Sein letzter Roman Staying on (dt. Nachspiel.) wurde mit dem Booker Prize ausgezeichnet. Scott starb jedoch an Krebs, bevor er den Preis entgegennehmen konnte.

## Werke
- Der chinesische Liebespavillon. Blanvalet, Berlin 1962.
- Tee und Gin. Kiepenheuer und Witsch, Köln/Berlin 1964.
- Corrida in San Felíu. Kiepenheuer und Witsch, Köln/Berlin 1967.
- Das Juwel in der Krone. Klett-Cotta, Stuttgart 1985, ISBN 3-608-95325-6.
- Der Skorpion. Klett-Cotta, Stuttgart 1986, ISBN 3-608-95326-4.
- Die Türme des Schweigens. Klett-Cotta, Stuttgart 1987, ISBN 3-608-95327-2.
- Die Verteilung der Beute. Klett-Cotta, Stuttgart 1988, ISBN 3-608-95328-0.
- Nachspiel. Klett-Cotta, Stuttgart 1989, ISBN 3-608-95411-2.